# Кристиан I (граф Ольденбурга)
Христиан I Сварливый (нем. Christian I. von Oldenburg, ок. 1123 — ок. 1167) — граф Ольденбурга. Сын Эгильмара II. Предок российских императоров, начиная с Петра III.

## Биография

Графство Ольденбург на карте Германии в XII веке

При разделе отцовского наследства получил Ольденбург, а его брату Генриху I достался Вильдесхаузен.
Принимал участие в итальянском походе императора Фридриха Барбароссы (1154—1155) и в войне против Мекленбурга (1164 год).
Хотя Христиан I был вассалом герцога Генриха Льва, с 1166 года находился с ним во враждебных отношениях.
В начале 1167 года Генрих Лев осадил Ольденбург, и во время этой осады Христиан I умер. После его смерти и вплоть до падения Генриха Льва (1180 год) Ольденбург находился во власти Вельфов.

## Жена и дети
Христиан был женат на Кунигунде (согласно Europäische Stammtafeln, дочь графа Герберта фон Ферсфлета). Дети:
- Мориц I (ок. 1145/1150 — до 1209)
- Христиан (II) Крестоносец (до 1167 — убит в 1192).